# Valdecasa
Valdecasa es un municipio de España perteneciente a la provincia de Ávila, en la comunidad autónoma de Castilla y León. Cuenta con una población de 56 habitantes (INE 2024).

## Toponimia
En el Tomo IX del Diccionario Geográfico-Estadístico de España y Portugal (1826) aparece "Val de Casa" como anejo de Grajos y se detalla la extensión del término y los cultivos que en él se llevaban a cabo. En la página 106 del tomo III del mismo, en el apartado dedicado a Cillán, aparece la siguiente cita: "...y rodeado de montes en la llamada sierra de Gorría, hacia la parte del N. mirando a la tierra de Moraña, y próximo a un hermoso valle muy abundante en trigo, cebada y garbanzos. Se llama de Río Almar este valle, por bañarle un riachuelo de este nombre que tiene su origen en la mencionada sierra, junto al pueblo de Valdecasa, corta al valle por su mitad, y se dirige por tierra de Peñaranda a desaguar en el Tormes, pasando por los pueblos de Solana del Río Almar, Muñico y otros."
El origen euskera y del norte de Castilla de algún topónimo nos ofrece pistas sobre la procedencia de los colonos repobladores de estas tierras, así por ejemplo Gorría (Del euskera roja, posiblemente debido al color que tomaban las laderas en invierno al estar cubiertas de robles Quercus pyrenaica que como todo el mundo sabe se vuelven rojizos en invierno pues no llegan a perder la hoja para proteger las yemas de sus futuros brotes de los fríos intensos y con mayor motivo si se contemplan al atardecer. Pudiera ser que también quedase algún bosquete de hayas que, según análisis polínicos de estudios arqueológicos llevados a cabo en zonas circundantes, parece ser una especie que crecía en diversas zonas de la sierra de Ávila). Lugares como Canchilla Duero, por ejemplo, hacen clara referencia al río que atraviesa Castilla y Portugal, Navillas de Brieva, como el pueblo de La Rioja... Otros topónimos nos derivan a la presencia musulmana, sobre todo el del río Almar ya que una de sus dos fuentes nace en este término, en la fuente del Valle, y la otra surge en la misma ermita de Las Fuentes. Otros como Valle Jarmó o Jalmín pudieran corresponderse también con derivaciones del árabe, aunque recientemente este topónimo aparece en un documento de pago de contribución como Valle Jalmundo que podría tener connotaciones visigóticas. Esto tampoco resultaría extraño ya que relativamente cerca se encuentra la necrópolis de La Coba, perteneciente a este período. Quizá, incluso pudiese haberse producido la existencia de algún colectivo hebreo, pues aparte de las costumbres que se conservan en Castilla procedentes de sus judíos y que en Valdecasa se podían observar como en cualquier otro pueblo, existen topónimos como la Cueva de Marranos (palabra de origen árabe con la que se nombraba a aquellas personas que practicaban el judaísmo) o las diferentes navas y navillas que se extienden por todo el término y que según las últimas investigaciones también pueden proceder de esa lengua. Otros describen simplemente el lugar al que nombran El Agallarejo, La Piedra del Pozo, El Egido, El Colladillo, La Cabeza, El Berrocalejo...

## Geografía
La localidad está situada a una altitud de 1366 m s. n. m. Valdecasa se sitúa al abrigo de los cerros de la sierra de Ávila; está orientado al suroeste. El paisaje es un magnífico ejemplo del batolito del Sistema Central, entre las cuales, a lo lejos, emerge Serrota y a la que estos paisanos conocen como Salrota que es como parecía llamarse hacia 1833 según consta en el "Diccionario Geográfico Universal dedicado a la Reina Nuestra Señora" que fue editado en esa fecha. Según los historiadores se denominó "sierra errota" o sierra de molinos por los muchos ingenios hidráulicos que se asentaban en las laderas del Corneja, Adaja, Tejos y otras gargantas, fábricas que se abastecían de sus ruedas en las canteras de Villatoro, conocidas como los Rondales, nombre que evoca las piedras volanderas de los molinos. A modo de curiosidad, por la zona de la sierra de Ávila, en pueblos como Muñogalindo o Balbarda, además de Valdecasa, se conoce también a la Serrota como "Salrota". Otra perspectiva es la que se extiende al infinito morañego que se convierte en mar cuando el sol se encuentra cada tarde con el horizonte desde "El horst de la Sierra de Ávila".
| Noroeste: Muñico                          | Norte: Cillán | Noreste: Cillán              |
| Oeste: Manjabálago y Ortigosa de Rioalmar |               | Este: Narrillos del Rebollar |
| Suroeste: San Juan del Olmo               | Sur: La Torre | Sureste: La Torre            |

A Valdecasa se llega por una estrecha y tortuosa carretera que parte de Cillán. A mitad de camino se pasa por el único lugar anejo de Valdecasa: Pasarilla del Rebollar que aparece mencionado en un antiguo documento como Casas de la Paxara y que se incluye en el término de Valdecasa en el censo de 1857. Barrios la identifica con la antigua Palenciana. Más adelante, cuando se llega al Alto de las Navillas (Navillas de Brieva), ya se divisa alguna de sus casas y naves. Hasta hace poco su visión desde este punto era casi inapreciable al confundirse las escasas construcciones que se podían divisar, todas ellas de piedra berroqueña, con el mismo pétreo paisaje. 
Así, escondido y vigilante, a mano y a trasmano, guardó este municipio su sencilla historia.
Orografía
En el término municipal hay un vértice geodésico instalado y conocido popularmente como "El Tío Blanco".
| Término municipal | Punto geodésico | Altitud (m s. n. m.) | Número | Fecha de construcción | Hoja MTN | Coordenadas                                                 |
| ----------------- | --------------- | -------------------- | ------ | --------------------- | -------- | ----------------------------------------------------------- |
| Valdecasa         | Navas           | 1725,441             | 53 059 | 1 de enero de 1983    | 530      | 40°39′32.8150″N 4°59′00.1708″O / 40.659115278, -4.983380778 |

## Economía
Sus gentes siempre vivieron de la ganadería y de una pequeña y humilde agricultura de subsistencia. Esto era normal, ya que se trata de un paisaje montañoso y rico en pastos, en su mayor parte comunales, como es común en Castilla y más aún en los paisajes serranos. Esta práctica de la ganadería marcó siempre y aún sigue marcando de algún modo, el ritmo vital de Valdecasa. Todavía hoy, familias enteras practican la trashumancia, desplazándose todos los inviernos en busca de pastos a las dehesas de Extremadura, costumbres que evocan un pasado nómada que, en tiempos remotos, practicaban ya los vettones.
Se conoce por tradición oral la costumbre de alguna de estas familias que después de regresar de Extremadura bien avanzada ya la primavera, se desplazaban de nuevo en verano a las montañas de León con sus ganados. De épocas remotas se conserva además del uso común de los pastos y el pastoreo común de cabras, vacas y, en el pasado, incluso de cerdos. Las ovejas, al formar rebaños más numerosos, no participaban en este sistema de pastoreo. Tantas cabezas de ganado se llevaban a pastar, tantos días que la familia ponía pastor para cuidar el rebaño de todo el pueblo. Para pasar el relevo de familia en familia se utilizaba como testigo un cuerno hueco de vaca. Este, a su vez, tenía la utilidad de servir para convocar al rebaño comunal soplando por uno de sus dos orificios y haciéndolo sonar. En una población como esta, sin una casa consistorial mencionable y sin una gran torre de iglesia de la que pudiera asomar un reloj, el sonido de "el cuerno" marcaba irremediablemente el latido vital de gentes y ganado. Otra curiosa referencia para medir las horas eran las luces y sombras que el correr del día dibujaba en los cerros y en la espadaña de la iglesia.
La agricultura de secano se organizaba con un sistema de rotación que también seguía todo el pueblo. Se cultivaba en zonas alternas (hojas) que quedaban exentas de animales hasta que, una vez finalizada la cosecha, los rastrojos quedaban libres al soltarse la hoja y hasta allí eran llevados los animales para aprovechar este festín de paja seca y aún vertical. La imagen provocaba admiración sobre todo entre los más ancianos que siempre se asomaban desde el Canto del Calvario o desde las Lanchas de las Eras para contemplar dicha concentración pecuaria. 
Recientemente se ha encontrado una piedra de molino granítica, parece que no fue terminada pues no se aprecian las muescas típicas ni se aprecian señales de haber sido usada. Por su ubicación, más bien parece que se encontró en su lugar de fábrica: "El Lancharón". Este hallazgo nos da pistas de que probablemente existiese algún pequeño molino en la zona. Está totalmente cubierta por líquenes, por lo que parece bastante antigua.
También se rotaba el tipo de cultivo y por eso se alternaban las gramíneas, sobre todo centeno, aunque también cebada y en menor medida trigo, con leguminosas como las algarrobas y los garbanzos. Todos estos cultivos eran llevados cada verano a las eras donde se culminaban los procesos antes del almacenaje en los sobraos de las casas y en los pajares. El pueblo entero pasaba el verano en las eras, no faltaban las tareas que se iban sucediendo, primero levantando la hacina, extendiendo la parva, trillando, limpiando el grano de la paja, cribando, barriendo la era… y ya al anochecer, cuando sólo los vencejos vigilaban, detrás de algún montón, en la era, sabe dios que otras cosas pasaban. Otra imagen recurrente de los atardeceres de  Valdecasa era la llegada de algún rebaño de ovejas que no dormía aquella noche en una herrén en el campo y los pastores echaban sal en las lanchas de las eras y estas lamían y relamían hasta dejarlas impolutas. 
Debido a la abrupta orografía del terreno, era digno observar como bajaban por esos pedregales los carros de dos ruedas con aro metálico, tirados por dos vacas de raza negra avileña y engalanadas con unas preciosas melenas de cuero que protegían sus ojos de las moscas y sobre las que se apoyaba el yugo de pesada madera. El volumen del carro cargado se multiplicaba por cuatro o cinco con respecto a su tamaño vacío cuando en él se cargaba heno o los haces de cereal. 

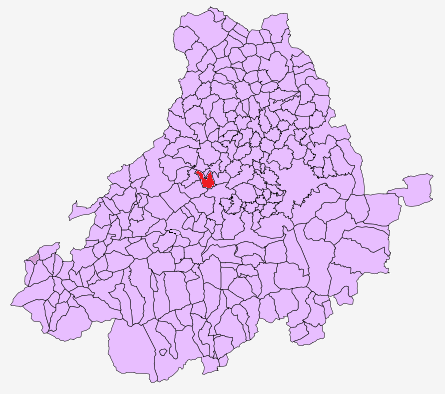
Ubicación del término municipal de Valdecasa dentro de la provincia de Ávila.

Había algún horno donde antiguamente se cocía el pan, aunque yo recuerdo mejor los serones cargados de hogazas que el "Tío Pedro", el cartero, nos traía sobre sus burros al menos una vez a la semana. Un solar cercano a la iglesia se denomina como la fragua por lo que es de suponer que en su día hubo alguna. También se conocen gentes del pueblo que no se dedicaron a la ganadería ni a la agricultura sino a oficios artesanales con la albañilería, la carretería, la carpintería… Todo esto se fue perdiendo al sufrir el retroceso provocado por un profundo aislamiento y los movimientos demográficos de la segunda mitad del siglo XX. Valdecasa no dispuso de carretera ni camino transitable para vehículos de tracción mecánica hasta bien entrados los años 70. A partir de ahí se llevó el agua a las casas, mientras que la luz eléctrica había llegado a comienzos de los 60. Por esto llegar a Valdecasa era toda una aventura. Los caminos y veredas estaban transitados y para llegar o marcharse del pueblo siempre había que coger el "coche de San Fernando, unos a pie y otros andando" con destino Cillán, Balbarda, Grajos...
Alrededor del pueblo, apiñados entre un bosquete de negrillos, frutales, álamos temblones, morales, nogales y otras especies, se cultivaban numerosos y diminutos pequeños huertos para el gasto de las familias. También se regaban algunos prados y después se hacía el almiar con el heno recogido. A las afueras del pueblo antiguamente se cultivaba el lino y por eso hay una zona que conserva el nombre de Linares. Posteriormente era la mejor zona cercana al pueblo para obtener una buena cosecha de patatas.
En la actualidad, sobre sus cerros, se ha instalado un parque eólico.

## Historia
Aparte de los restos arqueológicos que se han encontrado en los pueblos circundantes como San Juan del Olmo, Cillán, Chamartín de la Sierra, Balbarda, Muñico, etc., de origen vetón, romano, visigodo y alto medieval, además de las referencias históricas de las que posteriormente se tiene constancia, parece que existen en el término municipal de Valdecasa, en la zona de la Dehesa de Rehollo, tumbas excavadas en piedra que parecen ser visigodas. Se habla también de que el viejo escudo del pueblo lucía una gran encina cuyas ramas colgaban hasta el suelo… quizá se trate de una vieja historia sin fundamento. Esta zona es de las denominadas por los historiadores de la provincia de Ávila como de repoblación tardía. Según puede leerse en el tomo II de la Historia de Ávila de Ángel Barrios, una vez consolidado el mapa de poblamiento en el que en el "cabildo" de Rioalmar constan 34 pueblos (entre ellos Graios, Palenciana, Pasariella, Ortigosa, Maniavalago, Narros, Muñicoblasco...) y como consecuencia del propio incremento vegetativo, crecimiento general de tipo extensivo, durante la segunda mitad del siglo XIII, surgieron nuevas aldeas a donde se desplazaron familias de campesinos que se asentaron en los intersticios que la colonización anterior, a partir de los viejos pueblos había dejado vacantes. Nuevamente Ángel Barrios nos informa de que en el "Cabildo" de Riolamar se crearon hasta once nuevas aldeas que fueron: Robledillo, Viniegra, Quemada, Aldeyela, Cillán, Echamartín, Orihuelos, El Prior, Tiamuña, Zan y Valdecasa, varias de ellas hoy desaparecidas.
Y en la publicación de Gil Robles del año 1250 pueden leerse Nafarriellos (Narrillos del Rebollar), Barbaharda (Balbarda), Pasariella, Graios, Munnicos, Ortigosa... por lo que es muy probable que por esas fechas ya existiese también pobladores de la actual Valdecasa.
Con fecha de 9 de enero del año 1312 una denuncia alude a que hubo incursiones ilegales por estas tierras para cortar leña, roturar tierras y rebaños de ganados por parte de vecinos del cercano Vadillo.
Los Concejos de Aldea se agrupaban en sexmos y se asocian a los procesos de repoblación desde el siglo XIII. Valdecasa aparece como aldea independiente perteneciente al Sexmo de San Pedro con su anejo Pasarilla.
Eclesiásticamente, Valdecasa siempre perteneció a la parroquia de Grajos (hoy conocido como San Juan del Olmo aunque para sus vecinos Valdecaseros, de donde baja el helado viento escorna cabras, siempre serán “los de Grajos”). Valdecasa perteneció al denominado "Benficio de Grajos" desde que este se fundó, propiedad del Convento de la Encarnación de Ávila. Por lo que en este sentido y en muchos otros, siempre dependió de este pueblo ya que siempre fue más grande, mejor comunicado y disponía de un buen comercio, tahona, médico, cura… Y no faltaban ni faltan hoy los vecinos de Valdecasa en la romería de la Virgen de las Fuentes. Hasta la desamortización, los parroquianos dependieron de las monjas del Convento de la Encarnación de Ávila, según consta en diferentes archivos y a las que les pagaban sus tributos.

## Demografía
Valdecasa cuenta con una población de 56 habitantes (INE 2024).
| Gráfica de evolución demográfica de Valdecasa entre 1842 y 2021 |
| |
| Población de derecho según los censos de población del INE. Población de hecho según los censos de población del INE.Entre el censo de 1857 y el anterior, crece el término del municipio porque incorpora a Pasarilla del Rebollar. |

## Cultura

### Arquitectura popular

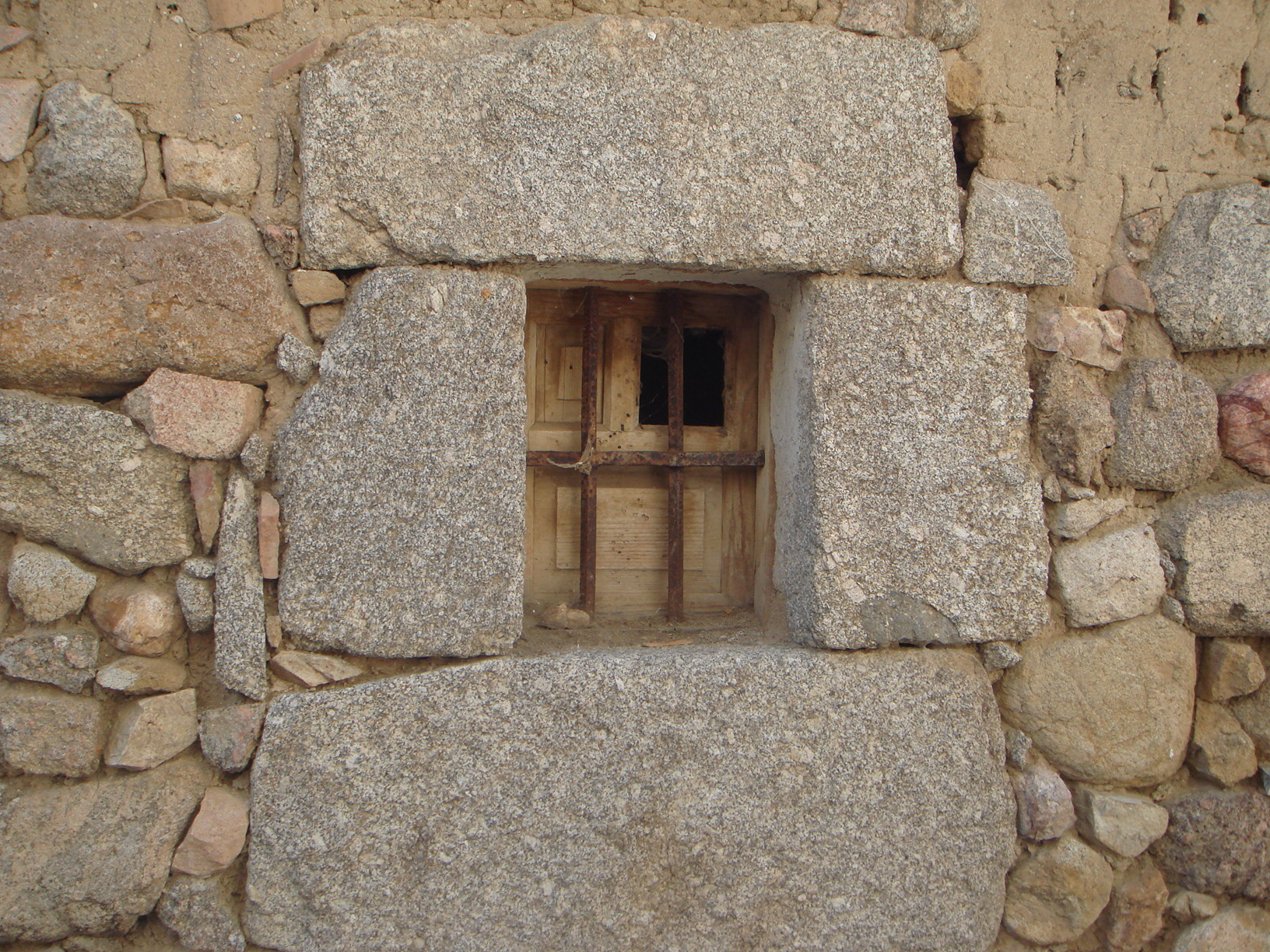
Ventanuco con reja de hierro forjado.

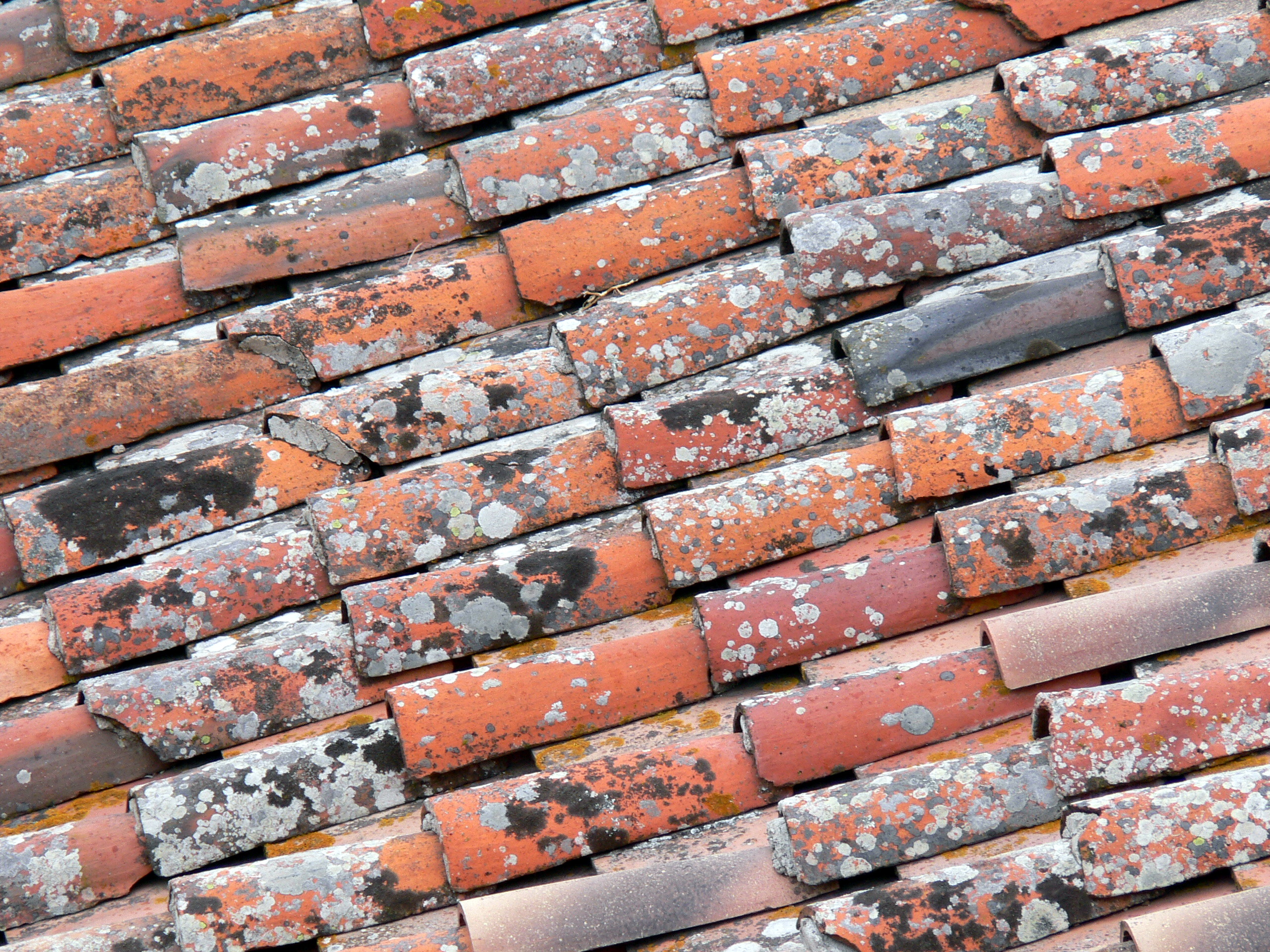
Tejado con tejas árabes.

Se pueden observar algunos rasgos característicos en la construcción de las casas más antiguas. Sin alejarse en absoluto del más puro estilo serrano, algunas presentan en la entrada un pequeño porche llamado portalillo que solía decorarse en su interior con figuras geométricas decoradas con tonos azules de añil sobre el fondo blanco de la cal. El material utilizado para el exterior de las viviendas es el granito, dando pie a construcciones de anchos muros con pequeños huecos en las ventanas, siempre con reja de hierro forjado. La cubierta era de teja árabe que descansaba sobre madera entrelazada con piornos y ramos o también con madera de ripia. Las puertas de las casas eran de doble hoja y permanecían con su parte superior abierta desde la mañana a la noche. Normalmente se reproducía el mismo esquema con alguna variación. Se entraba en un portal en el que solía encontrarse un vasar, la cantarera, alguna banqueta o silla y casi siempre algún almirez o cazo de metal por allí colgado, frente a la puerta. El portal cumplía la función de distribuidor entre las diversas estancias. En los cuartones de madera del techo se colgaban siemprevivas que eran cortadas la noche de San Juan antes de que saliese el sol. Las paredes interiores eran de adobe, los techos de madera, normalmente de álamo y los suelos de piedra o directamente de barro (tierra batida) que se regaba antes de ser barrido para evitar la polvareda. A izquierda y derecha podía haber una o dos salas que a su vez tenían uno o dos dormitorios cada una. Los dormitorios se aislaban de la sala con cortinas de algodón blanco bordadas o con puntillas. En el centro de estas salas había una mesa redonda y alrededor, junto a las paredes, sillas, arcones, baúles y alguna mesa llena de vasos y pequeños recipientes de cristal colocados, por ejemplo, de mayor a menor. El mobiliario normalmente se fregaba con jabón y arena fina lo que le dotaba de un aspecto característico y blanquecino. Las paredes, en ocasiones estaban empapeladas, aunque en la mayoría de los casos era la cal la que las jalbegaba de un blanco deslumbrante. Era costumbre decorar las estancias con zócalos bajos de diferentes colores. Al fondo podíamos encontrar la cocina con una gran campana de chimenea en el techo donde en los fríos inviernos se colgaban los embutidos y otras viandas de la imprescindible matanza. En la cocina también solía haber un vasar con los huecos para los baldes de zinc donde se fregaban los cacharros, un escaño, una mesa para comer, banquetas, sillas y tajillas. Directamente en la pared había una oquedad con unas tablas que servía para almacenar las especias: el pimentón, el orégano, la sal… se usaba como una pequeña alacena y como tal se adornaba con puntillas realizadas con hilo o incluso recortadas en papel para ser anualmente sustituidas. La imprescindible despensa nunca faltaba, así como la escalera de acceso al sobrado bajo la cual se guardaban las tinajas para el vino o las aceitunas… El sobrado era una pieza fundamental de las casas porque además de servir como cualquier otro desván para guardar trastos en desuso, servía para almacenar el grano separado por las trojes que no eran otra cosa que unos pequeños tabiques de adobe; también algunos productos de la huerta como las cebollas, patatas, nueces… La mayor parte de las casas disponían de un corral y dependiendo del tamaño de este, uno o más pajares. En el corral estaban las pilas talladas en piedra donde se servía el caldero de comida para los cerdos.

## Monumentos y lugares de interés

### La iglesia
El único monumento que destaca en el pueblo es su pequeña iglesia. Está construida en piedra y parece, por el estilo de su fachada, del siglo XV, aunque probablemente esté construida sobre otra anterior. Esta afirmación se debe a que se aprecian, a primera vista, dos estilos muy diferentes de construcción: la zona del ábside y norte, parece anterior a la cara sur, probablemente del siglo XIII. Sorprende su pequeña espadaña mudéjar de ladrillo por lo que su origen pudiese ser anterior de la época en que se produjo la repoblación, quizá existiese como ermita. El hecho de que se produjese esta repoblación tampoco demuestra que la zona estuviese completamente despoblada. En el patio hay una cruz de piedra y antes había una olma hueca donde se escondían los chavales para jugar y las lechuzas nocturnas para asustar. También se encuentra, pegado al ábside, el pequeño cementerio. Desde este parece observarse en el centro del ábside lo que pudo ser una pequeña ventana saetera que probablemente diera luz al interior antes de instalar el magnífico retablo del primer barroco (por su sencillez) o incluso tardo-renacentista presidido por un hermoso y delicado relieve de la Anunciación en madera policromada. Lo flanquean diversas tallas de imágenes de santos y una virgen con niño, por el hábito y como es lógico debido a la vinculación con la Orden del Carmelo, parece tratarse de la Virgen del Carmen aunque en una mano porta una manzana. Hay un Cristo muy antiguo y recientemente restaurado y un curioso calvario más deteriorado. Detrás del sagrario hay una pintura al óleo que debe describir algún milagro ocurrido en alguna contienda, aunque no se aprecia bien por la falta de luz en ese espacio y quizá porque necesita de forma urgente una restauración. Todo el suelo de la iglesia está compuesto por sepulturas y antiguamente, cuando no había bancos para sentarse, las mujeres se colocaban sobre esas piedras, con un cojín para arrodillarse y un mantel con velas muy finas enroscadas en una tabla que encendían para iluminar el alma de sus muertos. Los hombres se colocaban en la parte trasera y los mozos por la escalera del campanario. La restauración del suelo que tuvo lugar en la parte del altar sobre los años setenta fue muy desafortunada al sustituir las antiguas baldosas de barro cocido por un terrazo industrial blanco y horrible. Por eso es mejor mirar arriba y contemplar el sencillo pero bonito artesonado que sin ningún lugar a dudas expresa sus breves pero seguras trazas mudéjares. En alguna ocasión escuché que las vigas más grandes del tejado de la iglesia procedían de árboles que cortaron en El Prajoncillo. Además, elevando la vista no se piensa en los daños que dicha obra sin control causaría a las sepulturas que allí se ocultaban. Bajo la escalera del campanario se encuentra una rústica pila bautismal de granito. Hace años, a ambos lados de la nave había sendos altares. Uno de ellos lo presidía una imagen policromada de San Blas que cedió el pueblo de Grajos a cambio de un verraco semental: Dice la leyenda que aquel invierno las gentes de Grajos padecieron mucho de la garganta como castigo por aquel desafortunado trueque. A un lado de esta imagen se encontraba la Virgen de la Estrella que ha perdido la policromía y al otro la que debe ser un exvoto y se denomina como La Niña Legañosa que también luce el color y textura de su madera. Al otro lado se podía ver una imagen moderna de la Inmaculada y un cuadro de la misma de desconocido autor y valor se hallaba en la pared del fondo. Con el tiempo, también fue colocada allí la imagen de la patrona del pueblo: Santa Teresa de Jesús que siempre había estado sobre sus andas, como dispuesta a salir de procesión, sin duda debido al carácter andariego de nuestra Santa, y para que el día de la fiesta, le bailen la jota. Se hacían varias paradas en esta procesión y se colocaban delante de las andas dos filas (antiguamente sólo de hombres) que bailaban sones ancestrales al ritmo de la gaitilla y el tamboril. De esta imagen de Santa Teresa, mi abuela y mi tía Juana, contaban una historia acompañada de un cantar que comenzaba así: Cantar dicen los cantares, en El Parral te compusieron y por Solana pasaste y a Grajos te llevaron para en esta prepararte… Por lo visto, a los vecinos de Grajos les gustó la nueva imagen o quizá vieron la oportunidad de desquitarse por el cambio del San Blas y no dejaban que la imagen de La Santa saliese de su iglesia. Ante esta situación, los vecinos de Valdecasa, dirigidos por los representantes del Ayuntamiento, formaron una procesión y se dirigieron a buscarla… las campanas no dejaron de tañer y repicar, y al ver los de Grajos que se acercaban al arroyo de La Canaleja salieron a su encuentro y les entregaron la imagen terminando con el malentendido. Desde entonces se celebra el 28 de mayo la llegada al pueblo de esta imagen, es la fiesta chica.

### El potro y la fuente
Detrás del muro del cementerio se conserva un potro de herrar bueyes y caballerías. En un paraje llamado El Prajoncillo, se encuentra una fuente de las llamadas romanas, bajo un arco de piedra perfectamente tallado y que probablemente sea de época románica. Esta se encuentra un poco deteriorada desde que construyeron las infraestructuras para llevar el agua potable a la población, así como los antiguos pozos de lavar. Uno de los cuales era un venero de agua cristalina que no cambiaba de temperatura ni en invierno ni en verano.

### Rutas
El paisaje de montaña que rodea al pueblo permite varias excursiones muy recomendables como la subida al cerro Berrocalejo que aparece como el respaldo del pueblo y que en su cima se puede encontrar el Canto acuñado con queso que es una gran bola de granito que parece que en cualquier momento rodará ladera abajo llevándose todo por delante. También se puede ascender por el Escalerón, balcón pétreo frecuentado por buitres, y tras clavar cualquier trozo de hierro en una de las grietas del Canto de las Tachuelas y casi jugar a la petanca con otras piedras que se tiran con el objeto de colocarlas sobre una con su parte superior plana, un poco más arriba. Son los "cantos de responsos", apenas conocidos pero son hitos interesantísimos en los que se mezcla lo mágico, lo religioso y la naturaleza. Son grandes bolos de piedra, ubicados al lado de los caminos, donde los viandantes lanzaban piedras. Si la piedra quedaba arriba entonaban una plegaria que les protegía en su viaje al liberarse un ánima del purgatorio. Algo similar son los milladoiros gallegos. Quedan muchos cantos de responsos en Ávila pero permanecen en su mayoría en el olvido, deberíamos intentar inventariarlos y reconocerlos. El de Valdecasa es de idéntico ritual pero se trata de un Canto de los Deseos, como bien ha documentado el arqueólogo Jesús Caballero Arribas.
Se pueden ir atravesando cerros y visitar parajes como el Corral de los Hontanarejos donde se guarda algunas veces el ganado que cuida el pastor comunal, aunque esté en ruinas, y así hasta alcanzar el cerro de las Navas, donde se puede disfrutar de una magnífica fuente de agua helada y subir a la cima del cerro de Gorría (1717m) donde se puede ver el vértice geodésico del IGN, llamado popularmente el Tío Blanco. Desde ese punto se controla todo el Valle de Amblés y gran parte de la Moraña, así como buena parte de las sierras de Gredos y Guadarrama, la vista es impresionante. Otra excursión consiste en subir por La Cabeza hasta la Lancha Ronchaera que no es otra cosa que un pequeño tobogán natural en la piedra por la que antiguamente se deslizaban jugando los pastorcillos. Y para los más arriesgados y duchos en espeleología, debe resultar muy interesante adentrarse en la Cueva de Marranos, de la que parece no conocerse el fin. Hacia el oeste se puede disfrutar de un tranquilo paseo entre robles (Quercus pyrenaica) centenarios. Es un paraje natural donde crecen las peonías (Paeonia broteri) las dedaleras (Digitalis purpurea, Digitalis thapsi ), los álamos temblones (Populus tremula) y muchas más especies muy interesantes y fáciles de descubrir hasta adentrarnos en un magnífico encinar que es la dehesa de Rehollo.

### La Dehesa
La dehesa de Rehollo perteneciente al término municipal, se cuenta que estuvo en venta o adjudicación sobre los años 50-60. Los vecinos del pueblo estuvieron muy interesados en adquirirla ya que eran los primeros con derecho a optar a la compra. De hecho, tuvieron tan clara esta postura que llegaron a roturar la tierra para tenerla a punto para la siguiente siembra. Pero el caciquismo de la época, el engaño, la traición y algún bolsillo repleto, jugaron la baza en su contra y perdieron su derecho sin poder hacer nada por recuperarlo. Esta extensión que posee las mejores tierras de cultivo de todo el término municipal, paso a otras manos y con ello el municipio perdió su oportunidad de mantener, al menos, gentes que pudieran trabajar sus tierras.
Todo esto lo escuché y lo viví durante los añorados veranos de mi infancia. Aquellos veranos que pasaba con mi abuela, Victoriana Muñoz, una gran mujer de la que aprendí además otras muchas cosas que han sido de gran trascendencia en mi educación y formación como persona. Pero no se puede hablar de ella y no mencionar (aunque no voy a hacerlo por temor a omitir el nombre de alguna), a todas aquellas personas que por aquella época habitaban el pueblo. Recuerdo muchas veces a los que ya no están, sin duda eran parte de un paisaje, de una forma de vivir que nunca volverá pero que nos marcó mucho a los que aún tenemos la suerte de poder contarlo y que seguimos haciendo, aunque sea desde la distancia, que todo su legado no caiga en el olvido. Son relatos de transmisión oral y apuntes de la escasa literatura en la que aparece el nombre de este pueblo.